# Blepharita stigmatica
Blepharita stigmatica là một loài bướm đêm trong họ Noctuidae.